# Frank Gerster
Frank Gerster (* 15. April 1976 in Kempten (Allgäu)) ist ein deutscher Fußballspieler und -trainer.

## Spielerkarriere

### Vereine
Bereits vierjährig begann Gerster beim in seinem Geburtsort ansässigen FC Kempten mit dem Fußballspielen und wechselte 16-jährig in die Jugendabteilung des FC Augsburg. Mit den A-Junioren gewann er 1993 gegen den 1. FC Kaiserslautern die deutsche Meisterschaft – zu dem 3:1-Sieg er ein Tor beitrug – und am 26. Juni 1994 in Augsburg, mit dem 2:1-Sieg gegen den 1. FC Köln, den DFB-Jugend-Kicker-Pokal. 18-jährig wurde er 1994 vom FC Bayern München für deren Regionalliga-Mannschaft verpflichtet, für die er bis 1998 108 Ligaspiele betritt, 17 Tore erzielte und U-20- später U-21-Nationalspieler wurde.
Zur Saison 1996/97 stieg er in die Profimannschaft auf, für die er am 12. März 1997 (22. Spieltag) bei der 0:2-Niederlage im Auswärtsspiel gegen Arminia Bielefeld – mit Einwechslung für Marcel Witeczek in der 79. Minute – in der Bundesliga debütierte und mit nur drei Kurzeinsätzen zur deutschen Meisterschaft beitrug. International gab er sein Debüt am 10. Dezember 1997 bei der 0:1-Niederlage gegen den IFK Göteborg im letzten Gruppenspiel der Champions League. In der Folgesaison wurde er lediglich in fünf Begegnungen eingewechselt. Da er sich gegen die international erfahrenen Mitspieler Christian Nerlinger, Dietmar Hamann und Michael Tarnat nicht durchzusetzen vermochte, wechselte er zur Saison 1998/99 zum Ligakonkurrenten Eintracht Frankfurt. Da er dort in zwei Spielzeiten nur am 20. Februar 1999 (19. Spieltag) bei der 1:4-Niederlage im Auswärtsspiel gegen den TSV 1860 München zum Einsatz kam, wechselte er – nachdem sich während der ersten Saison (Gerster sollte abgegeben werden) und auch in der Folgesaison kein Interessent fand – zur Saison 2000/01 zum Zweitligisten SSV Reutlingen 05.
In Reutlingen hatte Gerster zunächst einen Stammplatz im zentralen Mittelfeld, verlor diesen jedoch nach wenigen Spieltagen an Ralf Becker. Mit dem Abstieg seines Vereins am Saisonende 2002/03 verließ Gerster auch diesen, da er nicht über eine Rolle als Ergänzungsspieler hinauskam. In zwei Spielzeiten wurde er in 34 Begegnungen, davon die wenigsten über die komplette Spielzeit, eingesetzt, wobei er zwei Tore erzielte. Mit dem hessischen Oberligisten Borussia Fulda fand Gerster in der Saison 2003/04 einen neuen Verein. Für die Saison 2004/05 verweigerte der Hessische Fußballverband dem Klub die Lizenz und Gerster wechselte zum sächsischen Oberligisten FC Sachsen Leipzig.
In seiner ersten Spielzeit bei den Sachsen gewann er mit 2:1 nach Verlängerung gegen den Regionalligisten Chemnitzer FC den Sachsenpokal und qualifizierte sich damit für den DFB-Pokal. Mit dem 3. Tabellenplatz wurde das Ziel Wiederaufstieg verfehlt. In der Saison 2005/06 wurde Gerster Kapitän der Mannschaft. Nach einem schwierigen Start wurde Trainer Wolfgang Frank im Oktober 2005 entlassen und von seinem Co-Trainer Hans-Jörg Leitzke beerbt. Leitzke setzte Gerster als Spielführer ab und berücksichtigte ihn in den weiteren Ligaspielen nicht mehr. Gerster verließ den Verein daraufhin in der Winterpause ablösefrei und wechselte zum Regionalligisten Kickers Emden. Nur mit einem Vertrag bis zum Saisonende ausgestattet verließ er den ostfriesischen Verein nach einem halben Jahr wieder und wechselte zum Regionalligaaufsteiger 1. FC Magdeburg, für den er als Stammspieler 34 Ligaspiele bestritt. Mit dem Verein belegte er am Saisonende den 3. Tabellenplatz und verpasste damit nur knapp den Aufstieg in die 2. Bundesliga. In der Saison 2007/08, in der Gerster in 32 Spielen drei Tore erzielte, verpasste der 1. FC Magdeburg die Qualifikation für die neu gegründete 3. Liga. Die anschließenden Vertragsverhandlungen führten zu keiner Einigung. Nachdem Gerster zunächst vereinslos geblieben war, unterschrieb er am 4. September 2008 beim – mittlerweile viertklassigen – Regionalligisten Chemnitzer FC für ein Jahr. Hier kam er allerdings aufgrund von Verletzungen nur zu vier Einsätzen. Im Sommer 2009 beendete Frank Gerster daraufhin seine aktive Karriere.

### Nationalmannschaft
Gerster nahm an der Junioren-Weltmeisterschaft 1995 in Katar teil und kam in den drei Gruppenspielen, beim 1:1-Unentschieden gegen die Auswahl Kameruns, bei der 1:2-Niederlage gegen die Auswahl Costa Ricas und beim 1:1-Unentschieden gegen die Auswahl Australiens, zum Einsatz.
Seine anderen drei Spiele für die U-20-Nationalmannschaft absolvierte er zuvor am 13. Dezember 1994, beim 2:2-Unentschieden gegen die Auswahl Nigerias, sowie am 23. und 25. Januar 1995 gegen die Auswahlen Portugals und Spaniens, welche jeweils mit 1:3 verloren wurden. Für die U-21-Nationalmannschaft spielte er 14 Mal, wobei er am 26. März 1996 in Regensburg beim torlosen Remis gegen die Auswahl Dänemarks erstmals eingesetzt wurde. Sein erstes Tor erzielte er am 9. September 1997 in Solingen beim 7:0-Sieg über die Auswahl Armeniens. Sein letztes Spiel bestritt er am 24. März 1998 in Beirut beim 7:0-Sieg über die A-Nationalmannschaft Libanons.

## Trainerkarriere
In der Saison 2010/11 war er Co-Trainer des Regionalligisten Borussia Dortmund II, der die Spielzeit mit dem sechsten Tabellenplatz abschloss. Nach der Saison verließ er den Verein und eröffnete später als Spielerberater – in Zusammenarbeit mit der Kanzlei Dr. Udo Kornmeier – die Agentur Hattrick Sports (Stand: Oktober 2013).
Im Januar 2013 sicherte sich der in der Gruppenliga Frankfurt (Gruppe West) spielende Amateurverein TSV Vatanspor Bad Homburg die Dienste des ehemaligen Bundesligaprofis für die Rückrunde. Auf Gerster, seit 2013 Trainer des Vereins, folgte zur Saison 2015/16 Enis Dzihic.

## Erfolge
- Deutscher A-Juniorenmeister 1993 (mit dem FC Augsburg)
- DFB-Jugend-Kicker-Pokal-Sieger 1994 (mit dem FC Augsburg)
- U-18-Vize-Europameister 1994
- Deutscher Meister 1997 (mit dem FC Bayern München)
- Ligapokal-Sieger 1997 (mit dem FC Bayern München)
- DFB-Pokal-Sieger 1998 (mit dem FC Bayern München)